# Potlatch (celebrazione)

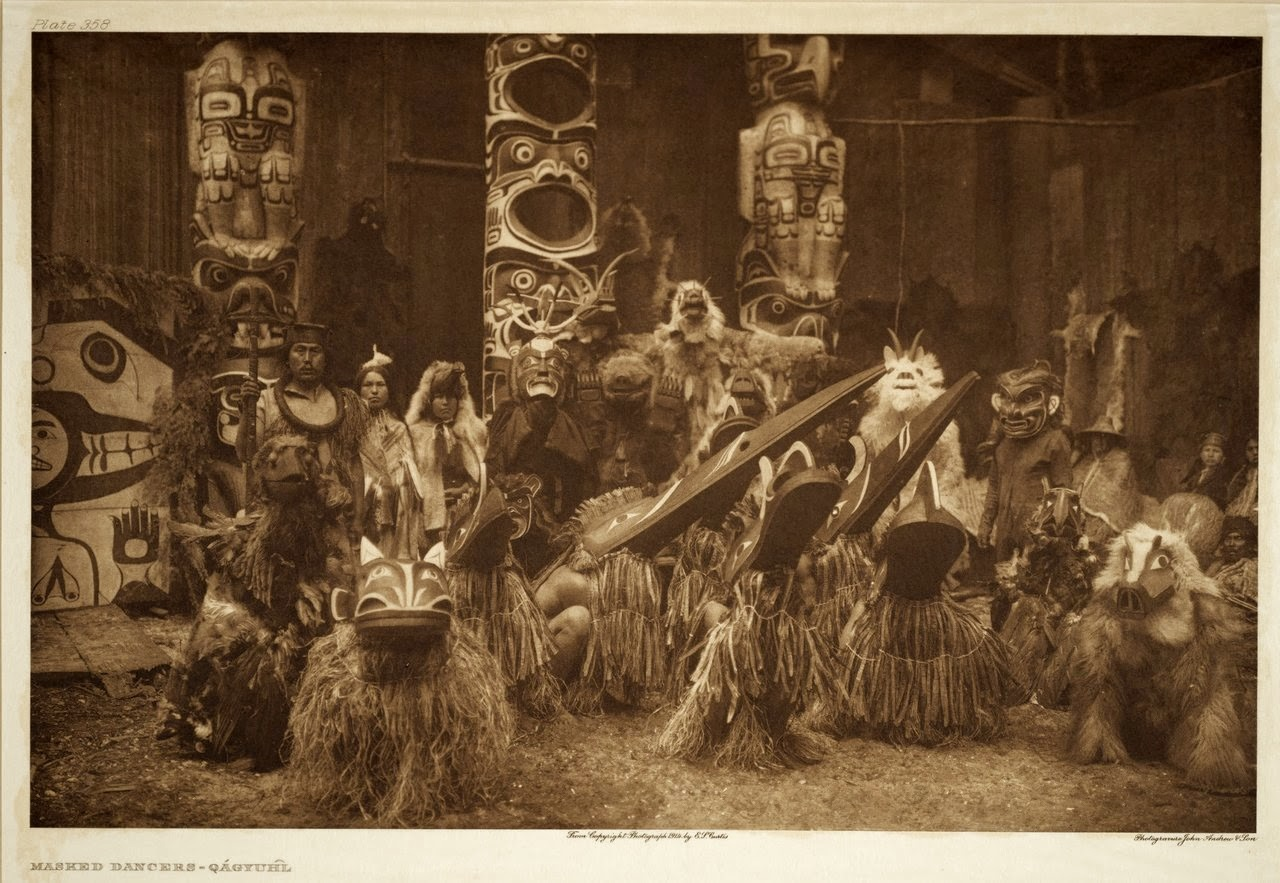
Momento di cerimonia del potlatch del popolo Kwakiutl, fotografato da Edward Sheriff Curtis e divulgato all'inizio del XX secolo.

Il potlatch è una cerimonia che si svolge tra alcune tribù di Nativi americani della costa nordoccidentale del Pacifico degli Stati Uniti e del Canada, come gli Haida, i Tlingit, i Tsimshian, i Salish, i Nuu-chah-nulth e i Kwakiutl (Kwakwaka'wakw). Il potlatch assume la forma di una cerimonia rituale, che tradizionalmente comprende un banchetto a base di carne di foca o di salmone, in cui vengono ostentate pratiche distruttive di beni considerati "di prestigio".

## Descrizione
Durante la cerimonia vengono stipulate o rinforzate le relazioni gerarchiche tra i vari gruppi grazie allo scambio di doni e altri riti. Attraverso il potlatch individui dello stesso status sociale distribuiscono o fanno a gara a distruggere beni di valore per affermare pubblicamente il proprio rango o per riacquistarlo nel caso lo abbiano perso.
Il potlatch è un esempio di economia del dono, in cui gli ospitanti mostrano la loro ricchezza e la loro importanza attraverso la distribuzione dei loro possessi, spingendo così i partecipanti a contraccambiare quando terranno il loro potlatch. Contrariamente ai sistemi economici mercantilistici, infatti, nel potlatch l'essenziale non è conservare e ammassare beni, bensì dilapidarli. La logica dell'economia di mercato è quindi completamente invertita. Benché questo tipo di scambio sia ampiamente praticato in tutto il pianeta (basta considerare, per esempio, la pratica occidentale di pagare da bere agli amici), il potlatch è l'esempio maggiormente conosciuto di questo fenomeno.
Originariamente il potlatch serviva a celebrare eventi della vita della famiglia ospitante come la nascita di un figlio. Tuttavia l'influsso dei prodotti industriali come coperte e oggetti in rame ha causato un'inflazione nel numero di potlatch nel XVIII e XIX secolo. Alcuni gruppi, come i Kwakiutl, usavano il potlatch come arena di competizioni estremamente combattute. In molti casi i beni distribuiti venivano distrutti dopo essere stati ricevuti; il potlatch, infatti, era un meccanismo attraverso il quale venivano sottratti al processo produttivo quei beni che, se vi fossero stati riammessi, avrebbero provocato un'alterazione del sistema e di conseguenza avrebbero introdotto un elemento di possibile disturbo della struttura stessa dei rapporti di potere. A ciò si aggiungeva l'etica dello spreco e il disprezzo dei beni quali segno di grandezza, che conduceva persino all'uccisione di schiavi.
La pratica del potlatch è stata resa illegale in Canada e negli Stati Uniti alla fine del XIX secolo, principalmente a causa della pressione dei missionari e degli agenti del governo che la consideravano "un'abitudine più che inutile", sostenendo che fosse dispendiosa, improduttiva e contraria all’etica del lavoro e ai valori delle società americane e canadesi. Nonostante il divieto, la pratica del potlatch ha continuato ad esistere illegalmente per anni. Molti Nativi americani hanno mandato petizioni al governo perché rimuovesse la legge contro un costume che essi non considerano peggiore del Natale, occasione in cui si fa festa con gli amici e ci si scambiano i doni. La legge però non è mai stata abolita anche se nel XX secolo l'opposizione al divieto del potlatch si è notevolmente affievolita.
Oggi le cerimonie di potlatch sono tornate ad essere una parte importante della vita della comunità. Questi riti possono essere celebrati per diversi motivi, che dipendono dalle tradizioni della tribù e da variazioni regionali. Molti potlatch, se non la maggior parte, sono associati alla commemorazione di defunti, solitamente importanti personalità della comunità. Altre ragioni possono essere l'innalzamento del totem, pagamenti per servizi resi, attività politiche, celebrazioni comunitarie e riunioni della tribù. I regali attualmente consistono in denaro o cibo, ma possono comprendere coperte, vestiti, piatti, utensili per la casa, oggetti artistici o qualsiasi cosa abbia un valore evidente.
Il potlatch ha da sempre affascinato studiosi e scrittori, diventando recentemente un modello anche per il movimento open source e altri movimenti sociali.